# Sarcophaga girnarensis
Sarcophaga girnarensis är en tvåvingeart som beskrevs av Nandi 1992. Sarcophaga girnarensis ingår i släktet Sarcophaga och familjen köttflugor. Inga underarter finns listade i Catalogue of Life.